# David L. Nelson
David L. Nelson (nacido en 1956) es un genetista humano estadounidense, actualmente director adjunto del Centro de Investigación de Discapacidades Intelectuales y del Desarrollo (1995) y profesor en el Departamento de Genética Molecular y Humana en la Facultad de Medicina de Baylor (BCM) desde 1999. Es director del programa de doctorado en biología celular y cáncer desde 2018 , y director del doctorado en ciencias biomédicas y moleculares integradoras desde 2015 en el BCM .

## Formación y carrera
Nelson realizó una licenciatura en la Universidad de Virginia, en 1978. Alcanzó su doctorado en genética molecular en el Instituto de Tecnología de Massachusetts, en 1984. Realizó su formación posdoctoral en el Instituto Tecnológico de Massachusetts (1984–1985) y en los Institutos Nacionales de Salud. Posteriormente se trasladó a la Facultad de Medicina de Baylor.
Nelson se unió al grupo de David Housman en el Centro de Investigación del Cáncer (CCR) en el Instituto Tecnológico de Massachusetts (MIT), como becario posdoctoral (1986–1989). El trabajo de Nelson insertando genes seleccionables amplió las formas de abordar el mapeo completo del genoma humano. De 1984 a 1985, en un programa interno de los Institutos Nacionales de Salud, en el laboratorio de Robert Lazzarini, Nelson estudió neurociencia e identificó varios genes que codifican proteínas de neurofilamentos. En 1986 se unió al laboratorio de C. Thomas Caskey en el Instituto de Genética Molecular, en la Facultad de Medicina de Baylor (BMC).
Aplicando la técnica PCR, que permite el mapeo rápido de genes y el aislamiento de regiones cromosómicas específicas, Nelson y sus colaboradores han localizado la ubicación cromosómica de grandes fragmentos del cromosoma X humano; Nelson ha hecho contribuciones a las secuencias de referencia de humanos, ratones y moscas y fue codescubridor de la mutación que causa el síndrome X frágil, identificándola como una expansión por repetición de trinucleótidos en el gen FMR1 . Las contribuciones de Nelson han llevado a la descripción del síndrome de Lowe, y a la identificación de la participación del gen FMR2 en el síndrome FRAXE.

## Contribuciones a la ciencia

### Proyecto Genoma Humano
Las técnicas moleculares de Nelson han conducido al desarrollo del mapeo y la secuenciación del genoma y al descubrimiento de los genes implicados en varias enfermedades, y en concreto contribuyendo a los esfuerzos para mapear y secuenciar el cromosoma X humano. Ha liderado los análisis genéticos y genómicos en gran variedad de especies.

### Incontinencia pigmentaria (IP)
El grupo de investigación de Nelson, junto con un grupo de colaboradores internacionales, llegó a identificar una deleción recurrente impulsada por la homología en el gen que codifica la proteína NEMO ("NF-kappa B Essential Modulator") en la Incontinencia pigmentaria (IP), enfermedad genética ligada al cromosoma X.

### Síndrome X frágil

#### Las repeticiones inestables como mutaciones en las enfermedades genéticas humanas
Nelson y otros colaboradores de la BMC, la Universidad de Emory y la Universidad Erasmo de Róterdam identificaron una expansión masiva por repetición del trinucleótido CGG (trastorno de repetición de trinucleótidos) en el gen FMR1 . Este fue el primer caso identificado de mutaciones subyacentes en los trastornos genéticos humanos. Sus hallazgos sobre el gen FMR1 dieron explicación a la herencia inusual del síndrome de X frágil y proporcionaron los principios para todos los casos estudiados posteriormente de trastornos por repeticiones inestables, tales como la distrofia miotónica, la enfermedad de Huntington y la esclerosis lateral amiotrófica .

#### FMR1 en la función neuronal
El grupo de investigación de Nelson, mediante estudios en humanos, ratones, moscas y levaduras, ha caracterizado las causas de la inestabilidad de la repetición, las consecuencias de las alteraciones por aumento de la longitud, y la función, tanto del gen FMR1 como de genes relacionados con él, como son FXR1 y FXR2. Nelson y su grupo de investigación han definido las funciones de FMR1 y de sus parálogos en el ritmo circadiano, el metabolismo energético, el desarrollo de las células madre neuronales y en la función de los microARN . Los resultados de su investigación se están utilizando en los estudios para definir el papel que tiene el gen FMR1 en el desarrollo y en el posible tratamiento de estas enfermedades de la edad adulta.

### Síndrome de temblor y ataxia asociado al cromosoma X frágil (FXTAS)
Las personas con síndrome de ataxia y temblor asociado al X frágil (FXTAS) no se ven afectadas cognitivamente hasta que alcanzan la edad de 60 o 70 años, a partir de la cual muestran degeneración neuronal y en sus autopsias se encuentran inclusiones nucleares. El grupo de investigación de Nelson ha utilizado moscas y ratones para identificar y caracterizar modificadores que pusieron de manifiesto que la repetición CGG es necesaria y suficiente para afectar a las neuronas de los mamíferos. Los modelos desarrollados por el grupo de investigación de Nelson han mejorado la comprensión de los mecanismos de esta enfermedad, incluida la participación de las funciones de unión al ARN tales como TDP-43 y de las alteraciones en la 5-hidroximetilcitosina .

## Sociedades de investigación y editoriales
David L. Nelson es miembro de la Junta Directiva de la Sociedad Estadounidense de Genética Humana, siendo su presidente en 2018 y su secretario de 2003 a 2009.
Nelson ha formado parte de muchas juntas y comités asesores, incluida la Junta Asesora de la Fundación de Investigación FRAXA (desde 1999 hasta la actualidad), la Junta Asesora de la Fundación Nacional de X Frágil (desde 1999 hasta la actualidad), la Junta de Revisión de Subvenciones de March of Dimes (2010–2015), del Comité Directivo de la Sociedad de la Enfermedad de Hungtinton de los Estados Unidos (1999–2010), Comité de Revisión del Retraso Mental del NIH/NICHD de los Estados Unidos (1998–2002) y Junta Asesora del Instituto Conjunto del Genoma del DOE de los EE. UU. (1997–2000).
Nelson ha participado en los consejos editoriales de once revistas académicas, incluyendo American Journal of Human Genetics, Mammalian Genome, Clinical Genetics (revista) y Genome Research .

## Patentes
6824972. Diagnóstico y tratamiento de condiciones médicas asociadas con la activación defectuosa de NFkappa B (NF-κB).
6107025. Diagnóstico del síndrome del X frágil.

## Premios y honores
- Miembro, Asociación Estadounidense para el Avance de la Ciencia (2014)
- Premio Barbara Bowman (Genetista Distinguido), Sociedad de Genética de Texas (2010)[30]
- Premio al liderazgo, Sociedad Americana de la Enfermedad de Huntington (2000)[cita requerida]
- Premio William Rosen, Fundación Nacional X-Frágil (2000)[cita requerida]